# Jiuhuang Bencao

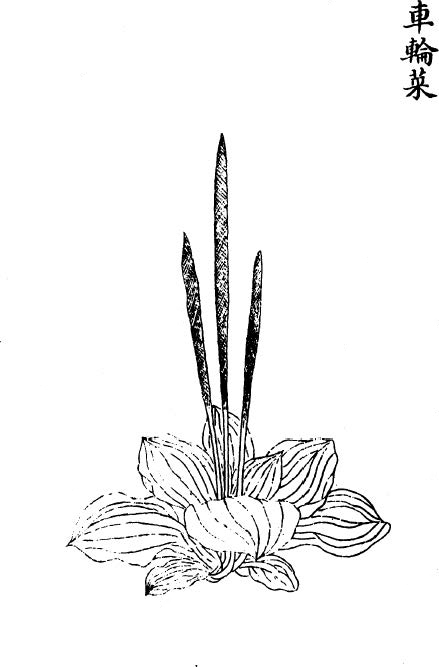
Cheluncai o plantatge, il·lustració de l'edició de l'any 1778 de Siku quanshu del llibre Jiuhuang bencao

Jiuhuang bencao (en xinès:救荒本草 "Jiùhuāng běncǎo Chiu-huang pen-ts'ao = Llibre de les herbes de fam), va ser escrit pel príncep de la Dinastia Ming Zhu Xiao/Su (朱橚), va ser el primer manual botànic il·lustrat sobre els aliments de fam en les plantes silvestres.

## Autor
El príncep Zhu Xiao/Su (朱橚), nasqué el 1361 sent el seu pare l'Emperador Hongwu (1328-1398), el fundador de la Dinastia Ming (1368-1644).
Zhu Xiao també va escriure poesia Fu i dues compilacions de prescripcions mèdiques en les quals sovint cita el Bencao gangmu (Unschuld 1986: 221). Zhu Xiao estudià botànica a Kaifeng.
Zhu Xiao va escriure el Jiuhuang bencao des de 1403 a 1406, per tal d'alleujar els sofriments de la gent xinesa que passava fam. El sinòleg alemany Emil Bretschneider (1895: 50) va lloar les xilografies que apareixen al Jiuhuang bencao.

## Contingut

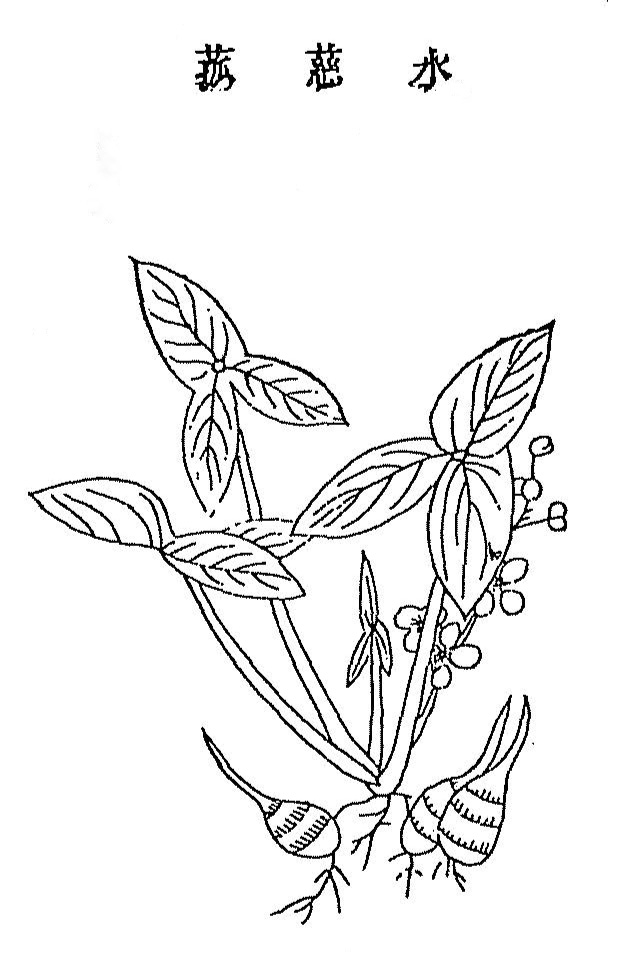
Shuicigu o Sagittaria il·lustració de l'edició de 1639 de Nongzheng quanshu

El Jiuhuang bencao inclou monografies de 414 plantes de fam. Zhu Xiao ls disposa en cinc classes, 245 herbes, 80 d'arbres, 20 cereals, 23 fruits i 46 verdures.
Segons Read (1946: 3-4), com a mínim 73 dels nous aliments de Zhu Xiao van passar a ser domesticats en l'horticultura de la Xina (per exemple, el taro, Eleocharis dulci, brots de bambú) i 16 plantes més van ser adoptades en la dieta del Japó o d'Europa (creixen, wasabi, Arctium).